# Acidiostigma brunneum
Acidiostigma brunneum är en tvåvingeart som först beskrevs av Wang 1990.  Acidiostigma brunneum ingår i släktet Acidiostigma och familjen borrflugor. Inga underarter finns listade i Catalogue of Life.